# Pardosa lapponica
Pardosa lapponica là một loài nhện trong họ Lycosidae. Loài này phân bố ở miền Toàn bắc.